# Marco Höne
Marco Höne (* 1984 in Stuttgart) ist ein deutscher Schriftsteller.

## Leben und Werk
Marco Höne war in der Partei Die Linke politisch aktiv, ihr Landesgeschäftsführer in Schleswig-Holstein sowie von 2014 bis 2016 Mitglied des Parteivorstandes. Während seiner Amtszeit im Parteivorstand setzt sich Marco Höne u. a. für die Legalisierung von Hausbesetzungen ein. Ebenso organisierte er 2014 und 2015 die Aktion Kampen kapern, bei welcher in Kampen (Sylt) direkt im Ortskern für die Einführung einer Millionärssteuer demonstriert wurde.
Heute arbeitet er als Gewerkschaftssekretär.
Im Jahre 2021 erschien mit Die Reisen des jungen Mr Happy seine erste Veröffentlichung, in welcher die Hauptfigur in exotischen Reisen und hedonistischen Ausschweifungen nach dem Sinn des Lebens sucht. Als Sprecher hat Marco Höne 2023 mit Echos der Apokalypse eine Hörbuch mit einer Sammlung von Kurzgeschichten veröffentlicht, in welcher Mr Happy über die Auswirkungen der vermeintlich kommenden „Klimakatastrophe“ erzählt. Mit Die Reichen und Hässlichen folgte 2024 sein zweiter Roman, welcher die Erlebnisse des Millionärserben Kai Brommel schildert und laut Verlagsangabe eine Persiflage auf leistungslosen Wohlstand im vermeintlichen „neofeudalen“ Zeitalter ist.
Ebenso veröffentlichte Marco Höne Artikel in diversen Zeitungen und Publikationen.

## Veröffentlichungen

### Romane
- Die Reisen des jungen Mr Happy. S. Marix Verlag, Wiesbaden 2021, ISBN 978-3-7374-1174-5.
- Die Reichen und Hässlichen. Omnino Verlag, Berlin 2024, ISBN 978-3-95894-279-0.

### Hörbuch
- Echos der Apokalypse. GD Publishing, Berlin 2023, ISBN 978-3-98911-039-7.